# A Long Drink of the Blues
A Long Drink of the Blues è un album di Jackie McLean, pubblicato dalla New Jazz Records nel luglio del 1961.

## Tracce
Lato A
1. A Long Drink of the Blues (Take 1) – 2:18 (Jackie McLean) – Registrato il 30 agosto 1957 al Van Gelder Studio di Hackensack, New Jersey
2. A Long Drink of the Blues (Take 2) – 20:45 (Jackie McLean) – Registrato il 30 agosto 1957 al Van Gelder Studio di Hackensack, New Jersey

Durata totale: 23:03
Lato B
1. Embraceable You – 7:05 (George Gershwin, Ira Gershwin) – Registrato il 15 febbraio 1957 al Van Gelder Studio di Hackensack, New Jersey
2. I Cover the Waterfront – 6:24 (Edward Heyman, Johnny Green) – Registrato il 15 febbraio 1957 al Van Gelder Studio di Hackensack, New Jersey
3. These Foolish Things – 8:19 (Harry Link, Holt Marvell, Jack Strachey) – Registrato il 15 febbraio 1957 al Van Gelder Studio di Hackensack, New Jersey

Durata totale: 21:48

## Musicisti
A Long Drink of the Blues (Take 1) / A Long Drink of the Blues (Take 2)
- Jackie McLean - sassofono alto
- Webster Young - tromba
- Curtis Fuller - trombone
- Gil Coggins - pianoforte
- Paul Chambers - contrabbasso
- Louis Hayes - batteria

Embraceable You / I Cover the Waterfront / These Foolish Things
- Jackie McLean - sassofono alto
- Mal Waldron - pianoforte
- Arthur Phipps - contrabbasso
- Art Taylor - batteria